# Tristan & Isolde (Film)
Tristan & Isolde ist ein im Jahr 2005 gedrehter deutsch/britisch/tschechischer Film, der vage auf der gleichnamigen mittelalterlichen Legende basiert. Kevin Reynolds führte Regie, Darsteller sind unter anderem James Franco als Tristan und Sophia Myles als Isolde.

## Handlung
Das frühe Mittelalter, nach der Zeit der römischen Besatzung Britanniens: Während die britischen Stämme untereinander verfeindet sind, durchlebt die durch das Meer geschützte Insel Irland eine Blütezeit. Diese Zeit des Friedens für Irland ist durch eine geplante Allianz der britischen Fürsten gefährdet, die, einmal zusammengeschlossen, mächtig genug wären, die benachbarte Insel zu erobern. Um dieses Vorhaben zu verhindern, lässt der irische König das Treffen gewaltsam unterbrechen. Unter den Opfern des Überfalls ist auch der Vater des jungen Tristan.
Einige Zeit ist vergangen, der von König Marke adoptierte Tristan ist mittlerweile erwachsen und bemüht sich, die uneinigen Fürsten zu überzeugen, der Fremdherrschaft der Iren ein Ende zu setzen. Nachdem einige irische Soldaten Sklaven als Tribut einfordern und Frauen und Kinder verschleppen, entscheiden sich die Fürsten, Irland anzugreifen. Auf dem Weg zu den irischen Schiffen überfallen die Gefolgsleute Tristans den Konvoi und befreien die Gefangenen. Im Kampf mit dem irischen Fürsten Morold wird Tristan durch dessen vergiftete Klinge schwer verletzt. Morold selbst stirbt im Kampf.
Tristan wird für tot gehalten und der Tradition nach in einem Boot aufs offene Meer gelassen, wo es schließlich durch brennende Pfeile in Brand gesteckt wird. Das Boot strandet an der irischen Küste, wo es von der Morold versprochenen Königstochter Isolde und ihrer Zofe Bragnae entdeckt wird. Die heilkundige Isolde pflegt den bewusstlosen Tristan heimlich gesund. Die beiden verlieben sich, doch Isolde verrät ihm nicht ihren Namen. Später muss Tristan allein zurück nach Britannien fliehen.
Der irische König Donnchadh veranstaltet ein Turnier und setzt seine Tochter Isolde als Preis für den siegreichen Ritter aus. Tristan nimmt im Auftrag seines Adoptivvaters am Wettkampf teil, ohne zu wissen, dass es sich beim Siegespreis um seine Retterin und Geliebte handelt. Er erringt den Sieg, ist jedoch erschüttert, als er erfährt, dass die versprochene Prinzessin die gesuchte Isolde ist. Nachdem König Marke Isolde in Empfang genommen hat und sowohl Isolde als auch Tristan ihre Liebe nicht unterdrücken können, beginnen sie eine Affäre.
Die Affäre wird von Markes Neffen Melot, der trotz seines Geburtsrechts nicht als Nachfolger („Zweiter“) ernannt wird, und einem britischen Fürsten bemerkt und als Grundlage für einen Pakt mit dem irischen König verwendet, der die Allianz der britischen Völker aufbrechen und schließlich Marke als König stürzen soll. Am Ende der Krönungsfeier Markes und Isoldes treffen sich Tristan und Isolde noch ein letztes Mal, wobei sie aber vom König und den Fürsten entdeckt werden – die Allianz zerbricht.
Der König, erschüttert durch die Affäre und den Vertrauensbruch Tristans, lässt ihn zunächst einsperren, entlässt beide aber schließlich in die Freiheit, nachdem Isolde ihm ihre Geschichte erzählt hat. Tristan lässt Isolde aber dennoch gehen und eilt dem König, der mittlerweile von irischen und britischen Soldaten belagert wird, zur Hilfe. Im Kampf wird Tristan tödlich verwundet. Nachdem er in Isoldes Armen stirbt, verschwindet diese für immer. Durch Tristans Hilfe gewinnt König Marke schließlich den Kampf und eint Britannien.

## Filmmusik
Der Soundtrack stammt von Anne Dudley.
1. Young Tristan
2. The Irish Raid
3. The Queen’s Funeral
4. A King’s Lament
5. Isolde’s Dream
6. Two Loves Be One
7. Ambush In The Forest
8. A King’s Service
9. Love So Alike
10. Dangerous Game
11. Warriors Begin
12. Wedding Cortege
13. Leaving Forever
14. Back From The Dead
15. My Face In Thine Eye
16. The Tournament
17. Betrayal
18. I Dream Of You
19. Living Without Love
20. The Drawbridge Is Lowered
21. Secrets In The Woods
22. Tristan’s Final Stand
23. None Can Die

## Hintergrund

### Unterschiede zur Legende
Die Sage von Tristan und Isolde wurde lange Zeit nur mündlich wiedergegeben und existiert auch heute noch in verschiedenen Abwandlungen, weshalb man nicht von einer „falschen Adaption“ sprechen kann. Dennoch unterscheidet sich der Film hinsichtlich wesentlicher Handlungsmerkmale von den meisten klassischen Versionen:
- Im Versepos fährt Tristan bewusst nach Irland, um die ihm zugefügte Wunde heilen zu lassen.
- Anfänglich hasst Isolde ihren späteren Liebhaber Tristan, da dieser ihren Onkel ermordete. Erst durch die ungewollte Einnahme eines Liebestrankes, welche die eigentliche Schlüsselszene des Epos darstellt, verfällt sie ihm.
- Tristan fährt der Sage nach als Brautwerber für den König nach Irland, um Isolde zu umwerben – im Film nimmt er an einem Wettkampf teil, dessen „Preis“ Isolde ist. Einen Kampf gab es auch im Original: der Ritter, dessen Schwert einen bedrohlichen Drachen tötete, sollte die Hand Isoldes erlangen.

### Finanzieller Erfolg
Der Film spielte etwa 28 Millionen US-Dollar ein.

## Kritiken
Eine Schlacht auf verlorenem Posten ist „Tristan und Isolde“ trotz der beschriebenen Schwächen nicht. Der Mythos, der älter als die Geschichte von Sir Lancelot und Lady Guinevere ist, wurde unter Vernachlässigung der magischen Elemente zeitgemäß adaptiert und die tragischen Verwicklungen auf plausible Weise durch menschliche Verhaltensweisen verdeutlicht, ohne zu melodramatisch zu werden. Die Menschen benehmen sich sehr erwachsen, ihre Handlungen sind für uns nachvollziehbar und nicht effekthascherisch überzeichnet. Alles in allem ist Tristan und Isolde ein unterhaltsamer Film, doch zum ganz großen Historien-Kino hat es leider nicht gereicht. Der Teufel steckt eben im Detail. – Daniela Leistikow, filmstarts.de
Die Deutsche Film- und Medienbewertung FBW in Wiesbaden verlieh dem Film das Prädikat besonders wertvoll.